# Вилмош Ткалец
Вилмош Ткалец (мађ. Tkálecz Vilmos; Турнишче, 8. јануар 1894 — Будимпешта, 27. мај 1950) је био словеначко-мађарски учитељ и кантор (певач у цркви) у Чреншовцима (Cserföld) код Лендаве пре Првог светског рата.

## Биографија
Вилмош Ткалец је био у Чреншовцима све док није 1917. године мобилисан и послат на источни фронт. По повратку са ратишта скрасио се у Прекмурју. Ту је упознао Белу Обала који га је увео у политику. Када су комунисти преузели на кратко власт и прогласили Мађарску совјетску републику, 1919. године, Ткалец је постао Белин заменик а касније и његов наследник. Ту је радио на ширењу и спровођењу социјалистичких идеја.
По политичкој оредељености Ткалец је био социјалдемократа. И поред свих идејних ставова које је покушавао да прошири у народу, сам је истовремено кршио закон. Бавио се шверцом на велико, кријумчарио је жито, између осталог, преко границе у Штајерску. Иако се јавно борио против корупције и безакоња Вилмош Ткалец је навелико ширио посао, тако да је кријумчаре са добром везом запошљавао код себе да би још више могао да прошири посао. Кријумчарење је доносило добру зараду Тткалецу, све док га неки ривал у кршењу закона или секретар у влади Јожеф Филеки, није пријавио.
Био је приведен али је убрзо, на инсистирање једног официра, пуштен. Када је видео да му доста тога полази за руком Ткалец се одлучио на самосталну политичку каријеру. Ишао је по околним местима и агитовао за своје идеје. Успео је чак у неколико насеља да придобије већину гласова и придобије становништво за своје идеје. Са неколицином истомишљеника је 29. маја у један сат после поноћи, у преноћишту Слон, је прогласио оснивање Прекмуршке републике. Ова његова идеја није наишла на подршку ни у једном од тадашњих друштвених слојева. Добио је подршку од нешто мање од 900 војника и покушао је да добије подршку од Аустрије или од новостворене Краљевине Срба, Хрвата и Словенаца. Аустријанци су признали новостворену републику, чак су послали и нешто оружја. Краљевина СХС је међутим била против ове нове републике. Мађарска црвена армија је у међувремену ушла на територије Републике Прекмурје и такозвана привремена влада и Вилмош Ткалец са породицом су морали да побегну у азил. Прешли су у Грац.
После пропасти Мађарске совјетске републике, Ткалец се вратио у Прекмурје, али су га тадашње власти Краљевине СХС ухапсиле. Пуштен је из затвора 1920. године и одмах се вратио за Мађарску. Ту се скрасио у месту Нађкарачоњ (Nagykarácsony), поред Дунава, где је добио службу као учитељ.